# Sosta del Papa
Sosta del Papa is een plaats (frazione) in de Italiaanse gemeente Barberino Val d'Elsa.